# João Caveira
João Caveira é uma sub-falange de exus da Umbanda e da Quimbanda.

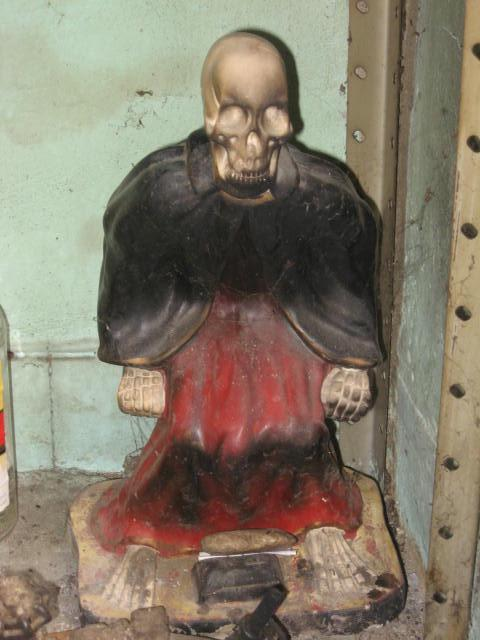
Exu João Caveira

Trata-se de uma das falanges de entidades responsáveis pelo encaminhamento das almas (espíritos desencarnados) que vagam nos cemitérios para áreas de captação e triagem. 
Em algumas manifestações, é a personificação de um homem que foi torturado e morto pela Inquisição durante a Idade Média.
Suas manifestações mediúnicas são ocorrentes nos terreiros. É uma entidade séria e de poucas palavras, normalmente indo diretamente ao assunto.
João Caveira pertence à falange do Exu Caveira, que por sua vez é regida pelo orixá Omolu.

## Caracterização
É representado por um homem carregando um crânio humano. Em outra versão é a própria caveira em pé. Normalmente é associado como estando localizado no portão do cemitério (calunga), mas sua ação é muito mais abrangente.